# Willie Lamothe
Pour les articles homonymes, voir Lamothe.
Joachim Guillaume Lamothe, né le 27 janvier 1920 à Saint-Hugues et mort le 19 octobre 1992, surnommé Willie Lamothe, est un chanteur, guitariste, auteur-compositeur-interprète et acteur québécois. Il fait ses débuts en tant qu'instructeur de danse à la fin des années 1930 avant d'entreprendre une carrière de chanteur dans les années 1940. Willie Lamothe est un des chanteurs québécois ayant vendu le plus de disques tout en ayant rayonné à travers la francophonie. Il est considéré comme le pionnier de la musique western au Québec. C'était le père du chanteur et bassiste Michel Lamothe, connu pour avoir joué avec les groupes Offenbach et Corbeau. Le guitariste aura vendu six millions de disque au cours de sa carrière.

## Biographie

### Jeunesse
Willie Lamothe acquiert un avant-goût de la musique dès un très jeune âge grâce à son père qui à cette époque était violoniste. À l’âge de 18 ans, il acheta sa première guitare pour la somme de 7 $ d'un ami et apprend à en jouer auprès de Jimmy Dabate. Tout au début des années 1940, Willie Lamothe compte parmi les membres des services militaires, participant ainsi à la Seconde Guerre mondiale. C’est aussi pendant la Seconde Guerre mondiale qu'il se décide alors à écrire de la musique et qu’il a la chance de se présenter en spectacle dans plusieurs camps de soldats au Québec, il se faisait appeler « Sergent chantant ».

### Je suis un cowboy canadien
Une fois son service militaire terminé, Willie se déniche un emploi dans une usine tout en ne cédant pas son amour pour la musique. Dans les années 1940, la chance lui sourit enfin : la maison de disques Bluebird, RCA Victor invite Lamothe à enregistrer son tout premier disque, qui s’intitulera « Je suis un cowboy canadien ; Je chante à cheval ne tardera pas à suivre. Les chansons « Je suis un cowboy canadien, Je chante à cheval et Giddy Up Sam seront ses succès les plus populaires et lui permettront de faire son entrée dans le monde de la musique.
En 1947, il fait sa première tournée. Il se joint à la troupe de Jean Grimaldi et partage alors la scène avec plusieurs grands acteurs du burlesque (Manda Parent, Olivier Guimond, etc.) ainsi que plusieurs chanteurs vedettes. Grâce à ces tournées, il se fait connaître à travers le Québec, ainsi que dans les régions francophones des Maritimes et de la Nouvelle-Angleterre.

### Musicien prolifique et populaire
Dans cette période de sa vie, il enregistrera de quatre à six 78 tours par année. Il aura aussi la chance de se produire aux côtés des Muriel Millard, Jacques Normand, Aglaé, Charles Trenet dans plusieurs cabarets montréalais. De plus, il fera la première partie de Gene Autry au Forum de Montréal en 1952 et 1954. Et c’est avec beaucoup d’excitation qu’il ira même chanter à Nashville, la célèbre ville du country.
Willie Lamothe a été le premier à écrire des textes français sur des chansons populaires de l’Ouest américain. Dans les années 1970, il est acclamé comme étant le « roi du western » au Québec.

### Passage à la radio et à la télévision
De plus, Willie Lamothe animera aussi l’émission Le Ranch à Willie à la radio et à la télévision en plus de jouer au cinéma dans les films Les Colombes, Bingo, Y a toujours moyen de moyenner , La vraie nature de Bernadette, La Mort d’un bûcheron, Mustang ainsi que Le lit.
Malheureusement, Willie Lamothe devra considérablement ralentir en 1970 à cause de problèmes cardiaques. En 1975, il va faire un passage à l'émission Rue Principale à Trois-Rivières. En 1976 il se rendra quand même en Louisiane à la demande du Ministère québécois des affaires culturelles et du Conseil pour le développement du français en Louisiane. Il fera ce voyage en compagnie de son grand complice Bobby Hachey et du duo Jerry et Jo’Anne. Il continuera à se produire en spectacle jusqu’au milieu des années 1980 où il devra une fois de plus s’arrêter pour des raisons de santé.
Il est le père du bassiste québécois Michel Lamothe, qui a joué avec les groupes Les Gants Blancs, Offenbach avec le chanteur et multi instrumentiste Gerry Boulet et Corbeau avec le chanteur, auteur-compositeur-interprète et cinéaste Pierre Harel et la chanteuse Marjo. ,

## Sa musique
Sa musique faisait souvent référence à l’univers des prairies de l’Ouest ainsi que de sa province natale, le Québec avec des titres tels que : Au Lac-Saint-Jean, L’église de mon village, Mon passage en Gaspésie, À cheval dans Montréal. Ces chansons montrent au public son attachement à son pays.
Son style de musique semble être un mélange entre de la country québécoise et du nouveau rock 'n' roll. On retrouve les influences du rock’n roll dans plusieurs de ses chansons et il n’hésite pas non plus à utiliser le terme rock’n roll dans le titre de ses chansons : Rock’n roll à cheval, Rock, cowboy, rock, Ce qui compte c’est le rock’n roll et Y a pas de cowboys à la TV. Certains diront que Willie utilise le rock’n roll pour défendre la musique qu’il adore, le country et le western, contre l'influence envahissante de la nouvelle musique populaire.

## Le comédien
C’est grâce à Gilles Carle que Willie Lamothe s’introduit dans le monde du cinéma et il rencontre un succès extraordinaire dans tous les films auxquels il participe. Ce n’est qu’avec son film Mustang de Marcel Lefebvre que Willie a pour la première fois la chance de mettre en valeur ses remarquables talents de musicien. Le film Mustang fut un film vraiment dans la ligne de Willie, car le sujet principal faisait référence à la culture country, il a donc pu vraiment s’identifier au personnage qu’il incarnait. Il participera aussi au film « L’âge de la machine », mais il ne pourra pas en faire la promotion en raison d'un problème cardiaque.

## Hommage

### Distinctions honorifiques
En 1973, il reçoit le trophée du meilleur acteur de soutien (Cannes) pour son rôle dans « La mort d'un bûcheron ».
En 1979, il est nommé membre de l’Ordre du Canada.
En 1981, il reçoit le Félix Hommage lors du Gala de l'ADISQ.

### Musique
Plusieurs artistes ont rendu hommage avec fierté à Willie Lamothe dans leurs chansons. Par exemple : son fils Michel dans la chanson «Willie m’a dit», Denis Champoux avec la chanson «J’écoutais Willie», ou encore Patrick Norman avec « Mon vieux copain». D’ailleurs en 2000, son fils Michel Lamothe enregistrera une compilation de chansons de Willie et intitulera cet album «Willie Lamothe et fils».

### Télévision
En 2000, une télé-série s'intitulant « Willie » relatant la vie et carrière de Willie Lamothe fut réalisée et diffusée sur les ondes de TVA. Luc Guérin tenait le rôle principal de Willie Lamothe et Nathalie Mallette personnifiait Jeannette, sa femme.

### Toponymie
- Le parc Willie-Lamothe, à Saint-Hyacinthe, est nommé en son honneur en 1995[5].

## Discographie
Willie Lamothe composera bien au-delà de 500 nouvelles chansons et cela en plus d’avoir adapté plus de 300 succès américains. Il a enregistré plus de cent 78 tours et soixante-dix 45 tours, sans oublier une vingtaine de microsillons.
- Willie Lamothe et ses cavaliers des plaines (1955)
- Willie Lamothe et Rita Germain (1959)
- Willie Lamothe et ses cavaliers des plaines avec Rita Germain (1960)
- 15e anniversaire (1961)
- Chansons d’hier et d’aujourd’hui (1962)
- Willie Lamothe (1963)
- Willie Lamothe (1963)
- Willie Lamothe (1964)
- Je crois en mon étoile (1967)
- Willie Lamothe (1969)
- À l’harmonica (1972)
- Le soleil lève avec papa Willie (1972)
- Un peu de tout (1973)
- 30 ans puis Nashville (1976)
- Je reviens (1983)[6]

## Filmographie

### Willie l'acteur
- 1970 - 1976 : Le Ranch à Willie : Animateur et chanteur

Au cinéma
- On est loin du soleil (1970)
- Je chante à cheval avec Willie Lamothe (1971)
- La Vraie Nature de Bernadette (1972)
- Les Colombes (1972)
- Je t’aime (1973)
- La Mort d'un bûcheron (1973)
- Y’a toujours moyen de moyenner ! (1973)
- Le Plumard en folie (1974)
- Bingo (1974)
- Mustang (1975)
- L’âge de la machine (1977)